# 비치그로브 (아칸소주)
비치그로브(Beech Grove)는 미국 아칸소주에 있는 농촌 촌락형 군현 도시이다.
비치그로브는 패러굴드에서 북서쪽으로 18km 떨어진 아칸소 하이웨이(Arkansas Highway) 141에 위치해 있다. 비치그로브에는 우편번호가 72412인 우체국이 있다.